# Палестинский фунт Валютного совета Палестины
Палестинский фунт введён в обращение Валютным советом Палестины в качестве денежной единицы британской подмандатной территории 1 ноября 1927 года вместо египетского фунта.
Палестинский фунт приравнивался к фунту стерлингов и состоял из 1000 милей. В обращение были выпущены банкноты достоинством 500 милей, 1, 5, 10, 50 и 100 фунтов, а также разменные монеты достоинством 1, 2, 5, 10, 20, 50 и 100 милей. Окончательно выведен из обращения в 1951 году.
Валютный совет Палестины был расформирован в 1952 году.

## Предыстория
До Первой мировой войны Палестина почти 400 лет находилась в составе Османской империи. В ходе войны Британская армия вторглась в Палестину со стороны Египта. К концу октября 1917 года англичане взяли Беэр-Шеву, Газу и Яффо. 11 декабря 1917 года войска вступили в Иерусалим. Север Палестины оставался под турецким управлением до сентября 1918 года.
Власть на этой территории перешла в руки британской военной администрации во главе с генералом Алленби.
На мирной конференции в Париже в 1919 году под определение «Палестина» попадала область, включающая территории, на которых сегодня располагаются Израиль, Палестинская автономия, Иордания и северо-западная часть Саудовской Аравии. Было принято решение, что страна перейдёт под управление Великобритании в качестве подмандатной территории Лиги Наций, а целью мандата провозглашались исполнение Декларации Бальфура и создание в Палестине «Еврейского Национального очага».
В 1920 году Лондон принял решение о передаче власти гражданской администрации, и сэр Герберт Луис Сэмюэл был назначен первым Верховным комиссаром Палестины.
К этому времени на территории Палестины имели хождение дензнаки Египта (бывшего тогда также британским владением), Турции, Германии, Австрии, Италии, Франции, Бельгии, Швейцарии, Великобритании, Британской Индии, России и США.
Постановлением от 22 января 1921 года Герберт Сэмюэл отменил свободное хождение на территории Палестины чужих валют. Официальными денежными единицами подмандатной территории устанавливались египетский фунт и британские золотые соверены, обязательные к приёму во все виды платежей.
На основании решений конференции в Сан-Ремо Лига Наций вручила в 1922 году Великобритании мандат на Палестину, объясняя это необходимостью «установления в стране политических, административных и экономических условий для безопасного образования еврейского национального дома».
24 июля 1922 года мандат был официально одобрен правительствами 52 стран, входящих в Лигу Наций.

## История обращения
Идея выпуска специальной валюты для Палестины была предложена ещё в 1917 году Англо-Палестинским банком (APC). Между 1917 и 1923 годами эта тема поднималась не менее пяти раз:
- в предложении APC для выпуска банкнот (1917—1918);
- на консультативном Комитете по финансовым вопросам (1919);
- в предложении сэра Герберта Сэмуэла относительно вопроса о валюте в Палестине (1920);
- в рамках Политического комитета по вопросу о монетах Палестины (1920);
- в итоговом плане APC по выпуску валюты в Палестине (1921—1923)[6].

В 1926 году был создан Валютный совет Палестины. Он занялся разработкой правовых условий для выпуска новой валюты, заказами на создание образцов банкнот и монет, подготовкой палестинской общественности и банковской системы к нововведениям. 
15 июня 1926 года Валютный совет Палестины принял решение, что в качестве денежной единицы на подмандатной территории будет использоваться палестинский фунт (£P), равный по стоимости британскому фунту стерлингов и состоящий из 1000 милей. Палестинский фунт был объявлен законным платёжным средством также и в Трансиордании, которая в то время технически была частью британского мандата, хотя и имела автономную местную администрацию.
Разработка дизайна всех монет была поручена Остину Гаррисону, главному архитектору Департамента общественных работ в Палестине. Валютный совет запретил использование на монетах религиозных символов, и Гаррисон, положив в основу дизайна максимально нейтральную сельскохозяйственную тему, изобразил на монетах листья и ветви оливкового дерева.
Статья 22 Мандата Лиги Наций на Палестину от 24 июля 1922 года гласила:
Официальными языками Палестины будут английский, арабский и иврит. Любое высказывание или надпись на арабском на марках или монетах в Палестине будут повторены на иврите, и любое высказывание или надпись на иврите будут повторены на арабском.
Так на аверсе новых монет Палестины появилось трёхъязычное упоминание о территориальной принадлежности. В целях соответствия духу Декларации Бальфура в текст на иврите были добавлены в скобках буквы «Алеф» и «Йуд» (א"י — аббревиатура «Э́рец Исраэ́ль», то есть «Земля Израильская»), поясняющие смысл наименования и принадлежности Палестины. Эскизы монет были рассмотрены и согласованы консультационным комитетом Королевского монетного двора в Лондоне.
Дизайн банкнот выполнила известная лондонская фирма Thomas de la Rue, специализирующаяся на выпуске ценных бумаг. Валютный совет Палестины заказал эскизы шести банкнот: 500 милей, 1, 5, 10, 50 и 100 фунтов. Банкноты несли на себе изображения исторических памятников Палестины и содержали надписи на иврите, английском и арабском языках. В текст на иврите, как и на монетах, были добавлены в скобках буквы «Алеф» и «Йуд» (א"י — аббревиатура «Эрец-Исраэль», то есть «Земля Израильская»).
Проект дизайна денежных знаков был представлен королю Георгу V и заслужил высочайшее одобрение Его Величества.
Монеты Палестины чеканились на Королевском монетном дворе в Лондоне. К выпуску были подготовлены монеты достоинством 1 и 2 миля из бронзы, 5, 10 и 20 милей из сплава никеля и меди, 50 и 100 милей из серебра 720-й пробы.
Фирма Thomas de la Rue подготовила весь выпуск банкнот.
1 ноября 1927 года денежные знаки поступили в обращение. Выпуск был приурочен к десятой годовщине Декларации Бальфура.
С 29 февраля 1928 года на территории Палестины были выведены из обращения золотые британские соверены, а 31 марта 1928 года введён запрет на использование египетских фунтов и египетских монет — пиастров. Так палестинские фунты и мили стали единственным законным платёжным средством на подмандатной территории.
Банкноты Валютного совета Палестины находились в обращении в Иордании и на оккупированных ею территориях Западного берега реки Иордан до 30 сентября 1950 года, монеты — до 30 июня 1951 года. Палестинский фунт там был заменён на иорданский динар. В секторе Газа палестинский фунт обращался до 9 июня 1951 года. Он был заменён на египетский фунт. После создания Государства Израиль палестинский фунт продолжал хождение на его территории ещё три месяца и был отменён как законное платёжное средство 18 августа 1948 года. Заменён на палестинский фунт Англо-Палестинского банка.

## Монеты 1927—1947 годов
В обращении с 1 ноября 1927 года. Выпуски монет проводились по мере потребности в качестве дополнительной эмиссии того или иного номинала. Всего было произведено 59 выпусков монет. За весь период обращения с 1927 по 1947 год монеты Палестины ни разу не изменили своего вида (менялся только год выпуска). Во время Второй мировой войны, в 1942—1945 годах, часть номиналов претерпела временную смену сплава металлов из-за нехватки никеля — стратегического материала. Уже в 1946 году Валютный совет Палестины принял решение вернуться к использованию довоенного состава сплава. Выпуск, датированный 1946 годом, является последним выпуском монет Палестины, поступившим в обращение. 29 ноября 1947 года Генеральной Ассамблеей ООН был принят План по разделу Палестины, что означало завершение действия на этой территории Британского мандата, и практически весь тираж монет 1947 года был отправлен на переплавку.
В таблице монеты расположены по номиналу с возрастанием.
| Внешние изображения        | Внешние изображения                                                          |
| -------------------------- | ---------------------------------------------------------------------------- |
| Монета достоинством 1 миль |                                                                              |
|                            | Выпуски 1927, 1935, 1937, 1939, 1940, 1942, 1943, 1944 и 1946 годов. Аверс . |

| Внешние изображения        | Внешние изображения                                  |
| -------------------------- | ---------------------------------------------------- |
| Монета достоинством 2 миля |                                                      |
|                            | Выпуски 1927, 1941, 1942, 1945 и 1946 годов. Аверс . |

| Внешние изображения         | Внешние изображения                                                    |
| --------------------------- | ---------------------------------------------------------------------- |
| Монета достоинством 5 милей |                                                                        |
|                             | Выпуски 1927, 1934, 1935, 1939, 1941, 1942, 1944 и 1946 годов. Аверс . |

| Внешние изображения          | Внешние изображения                                                                                |
| ---------------------------- | -------------------------------------------------------------------------------------------------- |
| Монета достоинством 10 милей | |
|                              | 1927, 1933, 1934, 1935, 1937, 1939, 1940, 1941, 1942 (2 разновидности), 1943 и 1946 годов. Аверс . |

| Внешние изображения          | Внешние изображения                                                    |
| ---------------------------- | ---------------------------------------------------------------------- |
| Монета достоинством 20 милей |                                                                        |
|                              | Выпуски 1927, 1933, 1934, 1935, 1940, 1941, 1942 и 1944 годов. Аверс . |

| Внешние изображения          | Внешние изображения                                                    |
| ---------------------------- | ---------------------------------------------------------------------- |
| Монета достоинством 50 милей |                                                                        |
|                              | Выпуски 1927, 1931, 1933, 1934, 1935, 1939, 1940 и 1942 годов. Аверс . |

| Внешние изображения           | Внешние изображения                                                    |
| ----------------------------- | ---------------------------------------------------------------------- |
| Монета достоинством 100 милей |                                                                        |
|                               | Выпуски 1927, 1931, 1933, 1934, 1935, 1939, 1940 и 1942 годов. Аверс . |

- Стоимость комплекта из 59 выпусков монет времён британского мандата в Палестине составляла в 2014 году — 4000 долларов США[13].

## Банкноты 1927—1945 годов
В обращении с 1 ноября 1927 года. Выпуски банкнот проводились по мере необходимости в дополнение к ранее выпущенным денежным знакам того или иного номинала. Всего с 1927 по 1945 год было произведено 22 выпуска банкнот.
В 1934 году на территории Палестины находились в обращении всего 56 банкнот достоинством 100 фунтов. Это были большие деньги. К примеру, зарплата полицейского составляла 4 фунта в месяц, сельский староста (мухтар) получал от гражданской администрации ежемесячное жалование размером 2 фунта, адвокатский гонорар мог составить 3—10 фунтов, судебные издержки 4—15 фунтов, за кражу электроэнергии полагался штраф в 1—5 фунтов.
До 15 сентября 1948 года проводился обмен на палестинский фунт Англо-Палестинского банка по курсу 1:1.
В таблице банкноты расположены по номиналу с возрастанием.
| Внешние изображения             | Внешние изображения |
| ------------------------------- | ------------------- |
| Банкнота достоинством 500 милей |                     |
|                                 | Реверс .            |

| Внешние изображения          | Внешние изображения |
| ---------------------------- | ------------------- |
| Банкнота достоинством 1 фунт |                     |
|                              | Реверс .            |

| Внешние изображения            | Внешние изображения |
| ------------------------------ | ------------------- |
| Банкнота достоинством 5 фунтов |                     |
|                                | Реверс .            |

| Внешние изображения             | Внешние изображения |
| ------------------------------- | ------------------- |
| Банкнота достоинством 10 фунтов |                     |
|                                 | Реверс .            |

| Внешние изображения             | Внешние изображения |
| ------------------------------- | ------------------- |
| Банкнота достоинством 50 фунтов |                     |
|                                 | Реверс .            |

| Внешние изображения              | Внешние изображения |
| -------------------------------- | ------------------- |
| Банкнота достоинством 100 фунтов |                     |
|                                  | Реверс .            |

- Известно, что остались 82 экземпляра банкноты достоинством 50 палестинских фунтов, которые в 1948 году не были возвращены в Банк Англии. 26 из них находятся в музеях и в руках коллекционеров. О судьбе остальных данных нет.
- Известно, что остались 10 экземпляров банкноты достоинством 100 палестинских фунтов, которые в 1948 году не были возвращены в Банк Англии. 4 из них находятся в музеях и в руках коллекционеров. Их серийные номера и даты выпусков:

1. A000719 — 1 сентября 1927 года;
2. A000935 — 1 сентября 1927 года;
3. A001020 — 30 сентября 1929 года;
4. A001088 — 30 сентября 1929 года.

О судьбе остальных данных нет.
- Существует лишь один экземпляр банкноты достоинством 100 палестинских фунтов 1942 года выпуска, причём это лишь образец банкноты.
- Банкнота достоинством 10 палестинских фунтов 1927 года выпуска за номером A012820 продана неизвестному коллекционеру в октябре 2007 года на лондонском аукционе Spink за $44 000.
- Банкнота достоинством 10 палестинских фунтов 1927 года выпуска за номером A009367 продана неизвестному коллекционеру в декабре 2008 года на аукционе LKCA в Канзас-Сити за $62 500[16].